# Krzyżanowice Dolne
Krzyżanowice Dolne – wieś w Polsce, położona w województwie świętokrzyskim, w powiecie pińczowskim, w gminie Pińczów.
W latach 1975–1998 miejscowość administracyjnie należała do województwa kieleckiego.
Wieś zachowała oryginalny układ urbanistyczny.

## Części wsi
| SIMC    | Nazwa      | Rodzaj    |
| ------- | ---------- | --------- |
| 0263053 | Zakościele | część wsi |

## Historia
Pierwszy kościół w Krzyżanowicach powstał już w 1125 r., o czym wspomina Jan Długosz. W XIII w. wieś została zniszczona przez Tatarów, a następnie zasiedlona według legendy jeńcami tatarskimi. Krzyżanowice były niegdyś miastem na prawie magdeburskim. Przywilej lokacyjny wydał król Władysław Jagiełło. Pod koniec XVIII w. proboszczem był tu Hugo Kołłątaj, który ufundował nowy kościół. W XIX w. osada należała do margrabiego Wielopolskiego. Według spisu z 1827 r. były tutaj 73 domy oraz 484 mieszkańców.
W maju 2011 podczas prac ziemnych zlokalizowano i przebadano cmentarzysko popielicowe, którego wiek oceniono na trzy tysiące lat. Po zakończeniu eksploracji znaleziska przekazano do muzeum w Pińczowie.

## Zabytki
- Klasycystyczny kościół pw. św. Tekli, wzniesiony w latach 1786–1789. Świątynia powstała na miejscu starszego kościoła norbertańskiego. Ufundował ją Hugo Kołłątaj, który był miejscowym proboszczem. Budowlę zaprojektował Stanisław Zawadzki. Zachodnia fasada świątyni ozdobiona jest czterema kolumnami; wieńczy ją para trzymających krzyż aniołów. Na ołtarzu głównym kościoła umieszczony jest obraz Stworzenie świata autorstwa Franciszka Smuglewicza. Według tradycji jako model nagiego Adama służył Smuglewiczowi sam Kołłątaj. Ołtarze boczne, także z obrazami Smuglewicza, przedstawiają Boga w trzech wcieleniach: jako stwarzającego, nauczającego oraz nagradzającego. W północną ścianę kościoła wmurowane jest późnorenesansowe epitafium Jana Charczowskiego z 1611 r. przeniesione z poprzedniego kościoła, z płaskorzeźbioną postacią zmarłego.

Kościół został wpisany do rejestru zabytków nieruchomych (nr rej.: A.647 z 16.10.1956 i z 21.06.1967).
- Rzymskokatolicki cmentarz parafialny z połowy XIX w. (nr rej.: A.648 z 15.12.1992)[7].
- Park założony w  XVIII w. (nr rej.: A.649 z 4.12.1957)[7].

## Urodzeni w Krzyżanowicach Dolnych
- Michał Gnoiński – polski inżynier górnik, pułkownik artylerii Wojska Polskiego, kawaler Orderu Virtuti Militari, senator w II RP[8].